# Tuklaty
Tuklaty jsou obec ležící v okrese Kolín 8 km západně od města Český Brod. Mají přibližně 1 100 obyvatel. V roce 2011 zde bylo evidováno 310 adres. Součástí obce je i vesnice Tlustovousy. Tuklaty leží na železniční trati Praha – Kolín.
Tuklaty je také název katastrálního území o rozloze 4,91 km².

## Historie
První písemná zmínka o obci pochází z roku 1207. Již ve 14. století zde stával kostel, na jeho místě byl po roce 1688 postaven barokní kostel Narození sv. Jana Křtitele.

### Územněsprávní začlenění
Dějiny územněsprávního začleňování zahrnují období od roku 1850 do současnosti. V chronologickém přehledu je uvedena územně administrativní příslušnost obce v roce, kdy ke změně došlo:
- 1850 země česká, kraj Pardubice, politický okres Černý Kostelec, soudní okres Český Brod[7]
- 1855 země česká, kraj Praha, soudní okres Český Brod
- 1868 země česká, politický i soudní okres Český Brod
- 1939 země česká, Oberlandrat Kolín, politický i soudní okres Český Brod[8]
- 1942 země česká, Oberlandrat Praha, politický i soudní okres Český Brod[9]
- 1945 země česká, správní i soudní okres Český Brod[10]
- 1949 Pražský kraj, okres Český Brod[11]
- 1960 Středočeský kraj, okres Kolín
- 2003 Středočeský kraj, obec s rozšířenou působností Český Brod

### Rok 1932
Ve vsi Tuklaty (564 obyvatel, katol. kostel) byly v roce 1932 evidovány tyto živnosti a obchody: obchod s dobytkem, 2 hostince, kolář, kovář, krejčí, obchod s mlékem, 2 obuvníci, pekař, řezník, 6 rolníků, pražírna sladové kávy, 5 obchodů se smíšeným zbožím, švadlena, tesařský mistr, trafiky, zahradnictví.
Ve vsi Tlustovousy (377 obyvatel, samostatná obec se později stala součástí Tuklat) byly v roce 1932 evidovány tyto živnosti a obchody: hostinec, kovář, meliorační družstvo, půjčovna mlátiček, mlýn, obuvník, obchod s ovocem a zeleninou, 4 pískovny, 2 obchody se smíšeným zbožím, spořitelní a záložní spolek pro Tuklaty a Tlustovousy, trafika, truhlář, 2 velkostatky, zahradnictví, zednický mistr.

## Pověsti

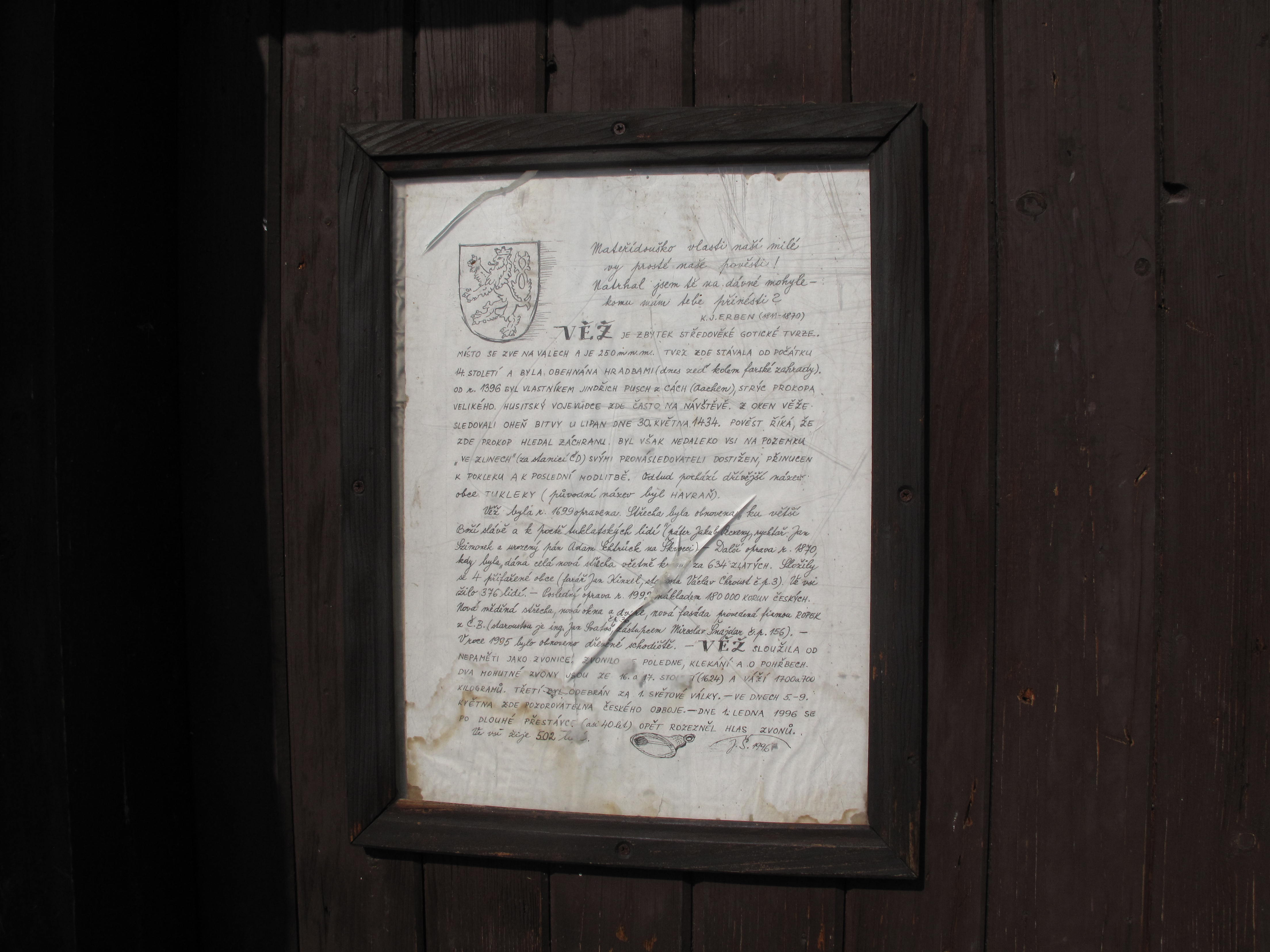
Nápis na dveřích zvonice

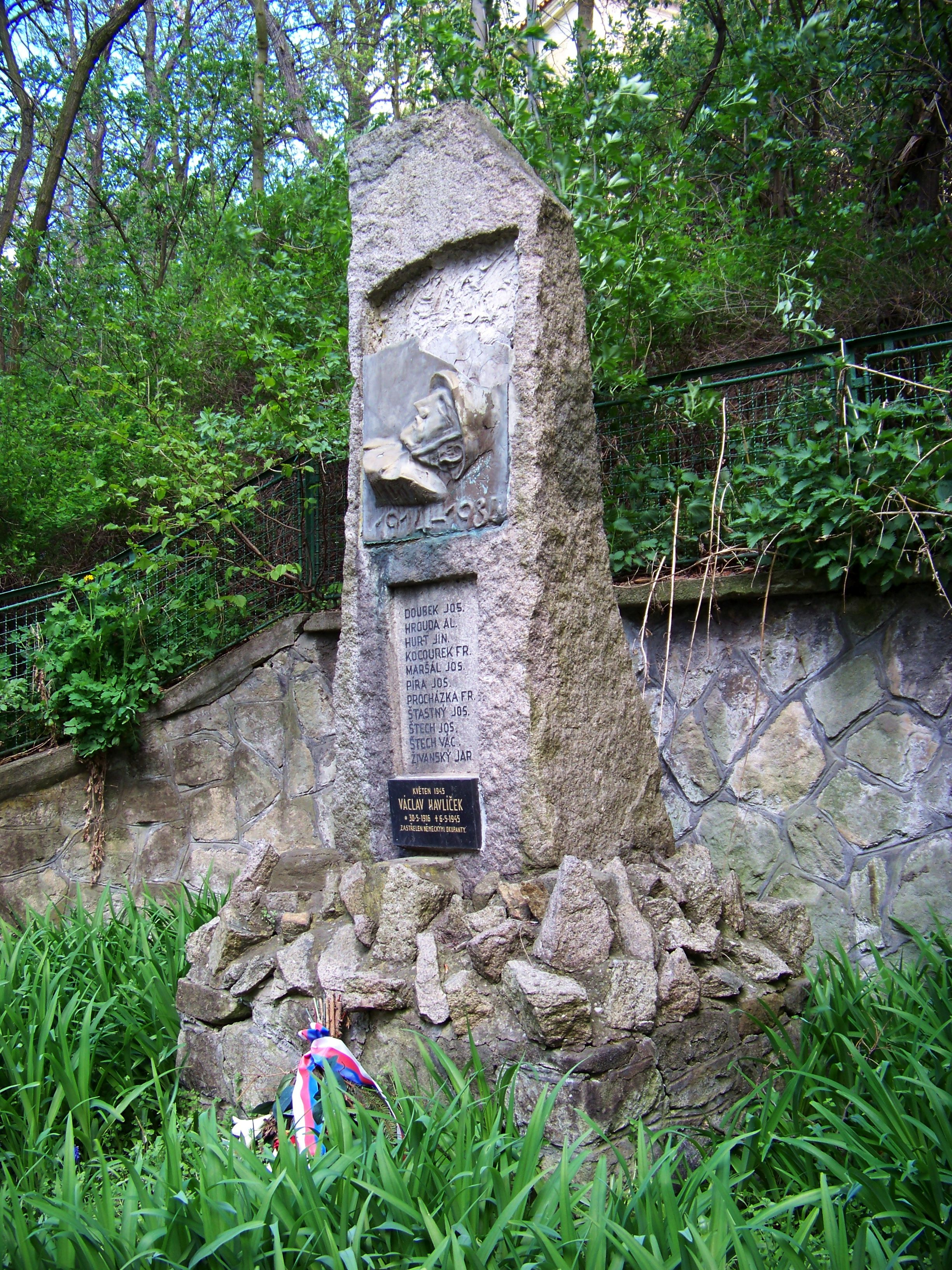
Pomník padlým 1914–1934

Podle legendy nejasného původu byl nedaleko Tuklat po ztracené bitvě u Lipan sťat Prokop Holý.

## Pamětihodnosti
- Kostel Narození svatého Jana Křtitele
- Fara, Na Valech čp. 19
- Zvonice (původně tvrz)
- Brána s brankou usedlosti čp. 18
- Socha svatého Jana stojí proti hřbitovu
- Socha Panny Marie proti vchodu do fary čp. 19
- Socha Ukřižování, ulice Sluneční

## Doprava
Dopravní síť
- Pozemní komunikace – Do obce vedou silnice III. třídy. Ve vzdálenosti 1,5 km vede silnice I/12 Praha – Kolín.
- Železnice – Obec Tuklaty leží na železniční trati Praha – Český Brod – Pečky – Kolín – Česká Třebová v jejím trojkolejném úseku (Praha-Libeň – Poříčany). Je to nejméně dvoukolejná elektrizovaná celostátní trať zařazená do evropského železničního systému, součást 1. koridoru, doprava byla zahájena roku 1845.

Veřejná doprava 2025
- Autobusová doprava – V obci jsou tři zastávky, Tuklaty, Hlavní (pro linky 677 a 484 směr Úvaly, žel. st. a v druhém směru do Nehvizdy, škola a Úvaly, žel. st.), Tuklaty, Akátová (pro linku 426 do Peček a v druhém směru do Tlustovous), a v "čtvrti" Tlustovousy je zastávka Tuklaty, Tlustovousy (pro linky 484, 677 a 426)
- Železniční doprava – V obci je jedna železniční zastávka  s jménem Tuklaty, odkud jezdí vlaky v rámci  Eska na lince S1 do zastávek Praha Masarykovo nádraží a do Poříčan. Jezdí v intervalu 10–30 minut.

## Fotogalerie

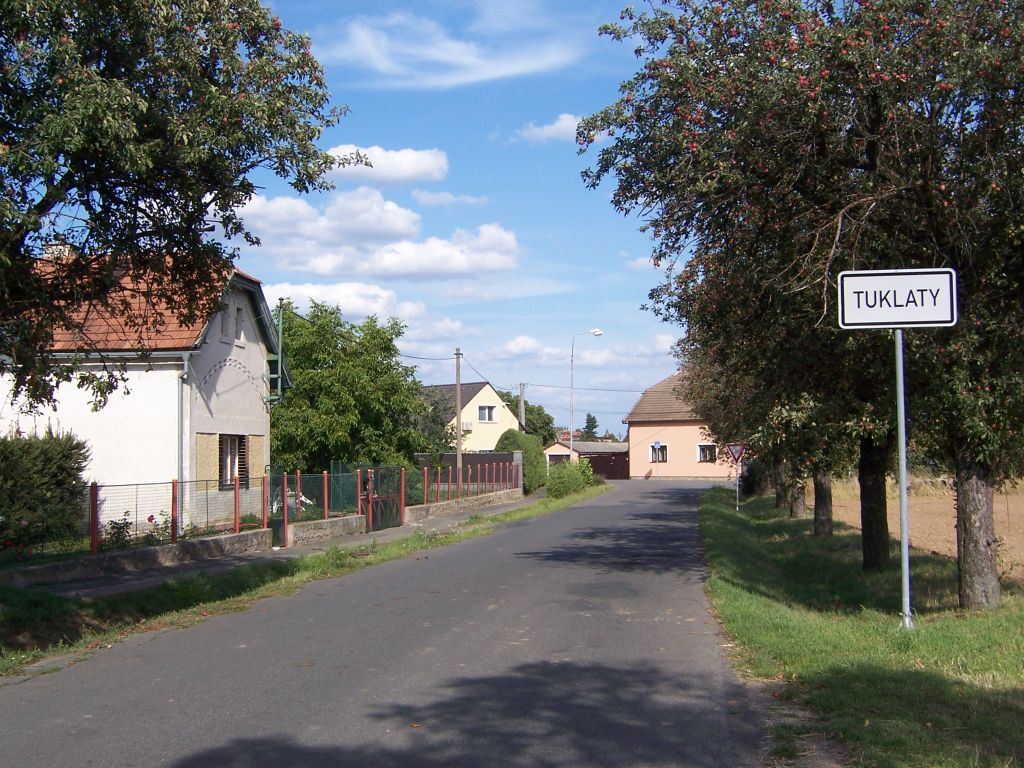
Okraj obce při silnici od Úval
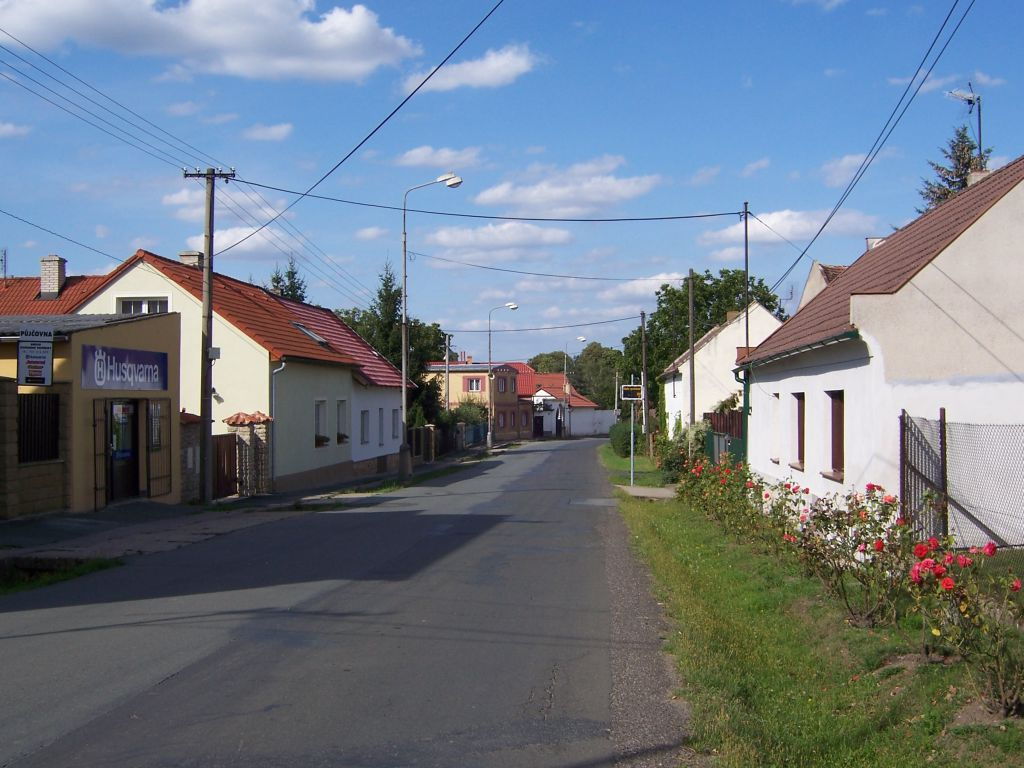
Hlavní ulice
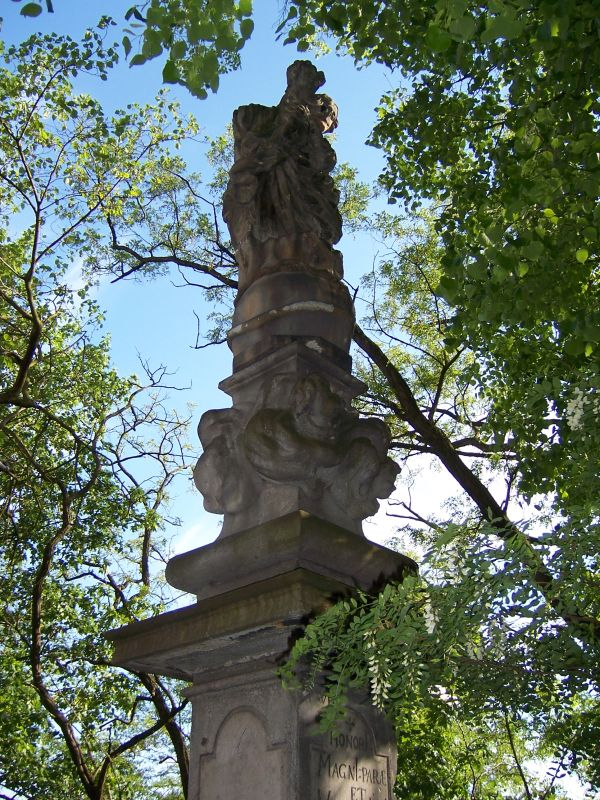
Socha u tuklatské zvonice
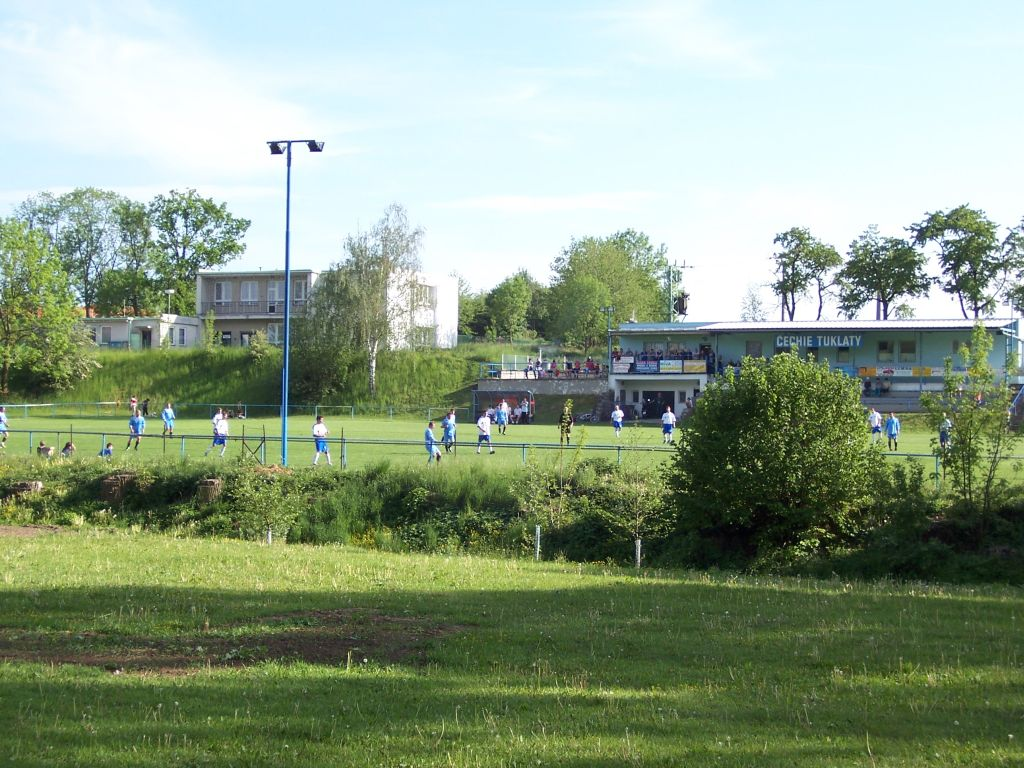
Fotbalové hřiště